# Лоперамид
Лоперамид (4-(4-Хлорфенил)-4-окси-N,N-диметил-α,α-дифенил-1-пиперидин-бутанамида гидрохлорид) — производное пиперидина, является опиоидным препаратом, применяющимся для лечения диареи, вызванной гастроэнтеритом и воспалительными заболеваниями кишечника. Был разработан в компании Janssen Pharmaceutica в 1969 году. Входит в Примерный перечень основных лекарственных средств, составленный ВОЗ.

## История
Лоперамида гидрохлорид впервые был синтезирован Полом Янссеном из компании Janssen Pharmaceutica в городе Берсе (Бельгия), после предыдущих открытий дифеноксилата гидрохлорида (1956) и фентанил цитрата (1960).
Первое клиническое описание лоперамида было опубликовано в 1973 году в «Журнале медицинской химии», одним из авторов был создатель препарата.
Клинические плацебо-контролируемые испытания лоперамида были запущены в декабре 1972 года и продолжались до февраля 1974. Результаты исследования были опубликованы в 1977 году в журнале «Gut», издании Британского общества гастроэнтерологии.
Препарат был запатентован в США в 1973 году.
В 1973 компания Janssen начала продвигать лоперамид под брендом Имодиум.
В декабре 1976 Имодиум получил одобрение Управления по контролю качества пищевых продуктов и лекарственных средств США (FDA).
В 1980-х Имодиум стал самым продаваемым рецептурным препаратом против диареи в США.
В марте 1988 года компания McNeil Pharmaceuticals начала продавать лоперамид как безрецептурный препарат под торговым названием Имодиум A-D.
В 1980-х также появился лоперамид в форме капель (Имодиум капли) и сиропа. Изначально, препарат предназначался для детей, но компания Johnson&Johnson изъяла препарат с рынка в 1990, после того как в Пакистане Всемирной организацией здравоохранения было зарегистрировано 18 случаев паралитической непроходимости кишечника (паралитического илеуса), 6 случаев оказались смертельными. В последующие годы (1990—1991) продукты, содержащие лоперамид, были противопоказаны для приёма детьми в целом ряде стран (дети от 2 до 5 лет).
В конце 1980-х, до окончания срока действия патента США 30 января 1990, компания McNeil начала разработку препарата Имодиум Advanced с содержанием лоперамида и симетикона для лечения диареи и вздутия кишечника. В марте 1997 года компания запатентовала эту формулу. В июне 1997 препарат получил одобрение FDA под названием Imodium Multi-Symptom Relief (Имодиум для облегчения нескольких симптомов) в форме жевательных таблеток.
В ноябре 1993 был выпущен лоперамид в форме таблеток для рассасывания, разработанных по технологии Zydis. Имодиум в форме таблеток, диспергируемых в полости рта (Imodium® Instant Melts) является на данный момент единственным препаратом с содержанием лоперамида в форме таблеток для рассасывания.
В России «Имодиум» в 2010 году вошёл в список ЖНВЛП, в 2015 году быстрорастворимый лоперамид («Имодиум» лиофилизированные таблетки) был исключён из списка ЖНВЛП.
В 2013 году лоперамид в форме таблеток 2 мг был внесён в Примерный перечень основных лекарственных средств ВОЗ.

## Фармакологическое действие
По химической структуре лоперамид близок к производным фенилпиперидина, имеет элементы сходства с анальгетиками фентанилом и пиритрамидом, но выраженного анальгезирующего влияния не оказывает. Вместе с тем он активно замедляет перистальтику кишечника, что является одной из характерных особенностей опиатов. В условиях эксперимента лоперамид связывается с опиатными рецепторами.
Повышает тонус анального сфинктера, способствует удержанию каловых масс и урежению позывов к дефекации. Действие развивается быстро и продолжается 4-6 ч.
Кроме того, лоперамид тормозит секрецию жидкости и электролитов, индуцируемую различными стимуляторами. Данный эффект был продемонстрирован у человека и животных in vivo и in vitro. В разных исследованиях у здоровых добровольцев показано, что лоперамид уменьшает кишечную секрецию воды и электролитов, стимулируемую простагландином E2 (PGE2), агонистом 3’-5’-циклического аденозинмонофосфата (цАМФ). В исследованиях in vitro установлено, что лоперамид ингибировал секрецию иона хлорида, оказывая прямое действие на эпителиальные клетки толстой кишки человека, не связываясь с опиоидными рецепторами. Предположительный механизм этого действия состоит в ингибировании транспорта иона калия через базолатеральную область мембраны.

## Фармакокинетика
Абсорбция — 40 %. TCmax — 5 ч после приёма раствора и 2,5 ч — после приёма капсул. Связь с белками плазмы (преимущественно с альбуминами) — 97 %. Не проникает через гемато-энцефалический барьер. Подвергается интенсивному метаболизму в процессе окислительного N-деметилирования при «первом» прохождении через печень. Практически полностью метаболизируется печенью путём конъюгации. Период полувыведения — 9-14 ч (в среднем 10,8 ч). Выводится преимущественно с желчью, незначительная часть выводится почками (в виде конъюгированных метаболитов).

## Применение
Симптоматическое лечение острой и хронической диареи, обусловленной изменением режима питания и качественного состава пищи, нарушением метаболизма и всасывания, а также аллергического, эмоционального, лекарственного, лучевого генеза; при диарее инфекционного генеза — в качестве вспомогательного средства; илеостома (с целью уменьшения частоты и объёма стула, а также для придания плотности его консистенции).
Лоперамид часто сравнивают с дифеноксилатом. Последние исследования предполагают, что лоперамид более эффективен и оказывает меньше побочных эффектов, влияющих на нервную систему.

## Противопоказания
Гиперчувствительность, кишечная непроходимость, дивертикулёз, острый язвенный колит, псевдомембранозный колит, вызванный приёмом антибиотиков широкого спектра действия; другие состояния, при которых недопустимо угнетение кишечной перистальтики; острая дизентерия (особенно с наличием крови в стуле и сопровождающаяся повышенной температурой тела); детский возраст (до 2 лет или до 6 лет).

### Ограничения к применению
Тяжёлые нарушения функции печени и детский возраст от 2 до 12 лет (возможно только при наличии врачебного контроля).

### Применение при беременности и кормлении грудью
Не следует применять при беременности (особенно в I триместре) и кормлении грудью (адекватных и строго контролируемых исследований у беременных и кормящих женщин не проведено).

## Побочные действия
Неблагоприятные эффекты, отмеченные во время клинических исследований лоперамида гидрохлорида, трудноотличимы от симптомов, связанных с синдромом диареи; обычно эти эффекты были слабо выраженными и проходили самостоятельно; в большинстве случаев они наблюдались при лечении хронической диареи. Эти побочные эффекты включали следующие: реакции гиперчувствительности, в том числе кожную сыпь, крапивницу, крайне редко — анафилактический шок и буллёзную сыпь, включая токсический эпидермальный некролиз (в большинстве случаев пациенты принимали другие лекарственные средства, которые могли вызывать неблагоприятные реакции или содействовать их возникновению), абдоминальную боль, вздутие живота или желудочный дискомфорт, тошноту, рвоту, запор, утомляемость, сонливость, головокружение, сухость во рту. 

В постмаркетинговых исследованиях имелись редкие сообщения о случаях паралитического илеуса. Большинство этих сообщений регистрировалось при острой дизентерии, передозировке, у детей младше 2 лет.
При приёме антидиарейного препарата лоперамид в высоких дозах, при злоупотреблении или использовании препарата не по показаниям возникали серьёзные нарушения сердечного ритма, указано в сообщении FDA.
Наиболее часто выявляются удлинение интервала QT, желудочковые аритмии, обмороки и остановка сердца.
FDA продолжает оценивать проблему безопасности лоперамида, после чего определит необходимость дополнительных мер.

## Взаимодействие
Одновременное применение лоперамида с опиоидными анальгетиками может повышать риск тяжёлого запора.
Возникновение серьёзных кардиологических проблем является следствием межлекарственного взаимодействия. В частности, побочные эффекты описаны при одновременном приёме лоперамида с ингибиторами Н2-гистаминовых рецепторов (циметидин, ранитидин), антибиотиками (кларитромицин, эритромицин), противогрибковыми препаратами (итраконазол, кетоконазол) и антиретровирусными препаратами (ритонавир).
При применении препаратов, обладающих сходным фармакологическим действием, происходит взаимное усиление эффекта.

## Передозировка
Симптомы: угнетение центральной нервной системы (ступор, нарушение координации движений, сонливость, миоз, мышечный гипертонус, угнетение дыхания), кишечная непроходимость.

### Лечение
Применение (при необходимости) антидота — налоксона. Учитывая, что продолжительность действия лоперамида больше, чем у налоксона, возможно повторное введение антагониста. Необходимо длительное и тщательное наблюдение за больным (по крайней мере в течение 1 суток) и проведение симптоматической терапии, промывание желудка, назначение активированного угля, ИВЛ.

## Способ применения и дозы
Внутрь. Режим дозирования зависит от показаний. Взрослым, при острой диарее: начальная доза 4 мг, затем по 2 мг после каждого бесформенного стула, максимальная суточная доза — 16 мг; при хронической диарее по 4 мг/сут. При нормализации консистенции кала или отсутствии стула более 12 ч лечение следует прекратить.
Детям 2-12 лет — только при наличии врачебного контроля - в зависимости от возраста и массы тела.

## Меры предосторожности
При хронической диарее приём лоперамида возможен только по назначению врача.
Если в течение 48 часов при острой диарее не наблюдается клинического улучшения или развивается запор, вздутие живота, частичная кишечная непроходимость, приём лоперамида следует прекратить.
Следует с осторожностью применять лоперамид у детей младшего возраста ввиду большей чувствительности к опиатоподобным эффектам лоперамида — действию на центральную нервную систему. Во время лечения диареи (особенно у детей) необходимо восполнять потерю жидкости и электролитов. Дегидратация может способствовать изменению реакции на лоперамид.
С осторожностью применять пациентам пожилого возраста (возможна маскировка симптомов обезвоживания и вариабельность реакции на лоперамид).
У пациентов с дисфункцией печени необходим тщательный контроль за признаками токсического поражения центральной нервной системы (замедляется метаболизм лоперамида).
У пациентов с диареей путешественников снижение перистальтики кишечника, вызываемое лоперамидом, может привести к длительному повышению температуры из-за замедления выведения микроорганизмов (Shigella, Salmonella, некоторые штаммы Escherichia coli и др.) и их проникновения в слизистую оболочку кишечника.
В период лечения необходимо соблюдать осторожность при вождении автомобиля или работе с техникой.
Этот препарат действует на мускулатуру кишечника и замедляет продвижение кишечного содержимого. Однако у грудных младенцев лоперамид может вызывать паралич кишечной мускулатуры. В результате может наступить смерть (в 1990 году было зафиксировано 18 случаев паралича и 6 смертей, после чего производитель отозвал лоперамид в каплях, предназначенный для детей). В некоторых странах, например, в Великобритании, возрастной предел равен 4 годам, а в Австралии лоперамид противопоказан для детей моложе 12 лет.

## Физические свойства
Лоперамида гидрохлорид — порошок от белого до желтоватого цвета, горьковатого вкуса. Хорошо растворим в метаноле, изопропиловом спирте, хлороформе, слабо растворим в воде. Молекулярная масса 513,51.

## Форма выпуска
Формы выпуска: капсулы или таблетки по 2 мг (0,002 г) в упаковке по 10 штук; 0,002 % раствор лоперамида во флаконах по 100 мл (0,02 мг в 1 мл). Продажа лоперамида в виде раствора запрещена в России.
Компанией Johnson & Johnson выпускаются таблетки Имодиум в форме таблетки, растворимой в полости рта — Zydis, растворяющейся во рту в течение 3 секунд.